# 万景台賞国際マラソン
万景台賞国際マラソン競技大会（マンギョンデしょうこくさいマラソンきょうぎたいかい）は、朝鮮民主主義人民共和国平壌市で例年4月に開催されるマラソン大会。国際的には平壌国際マラソンの通称で知られる。

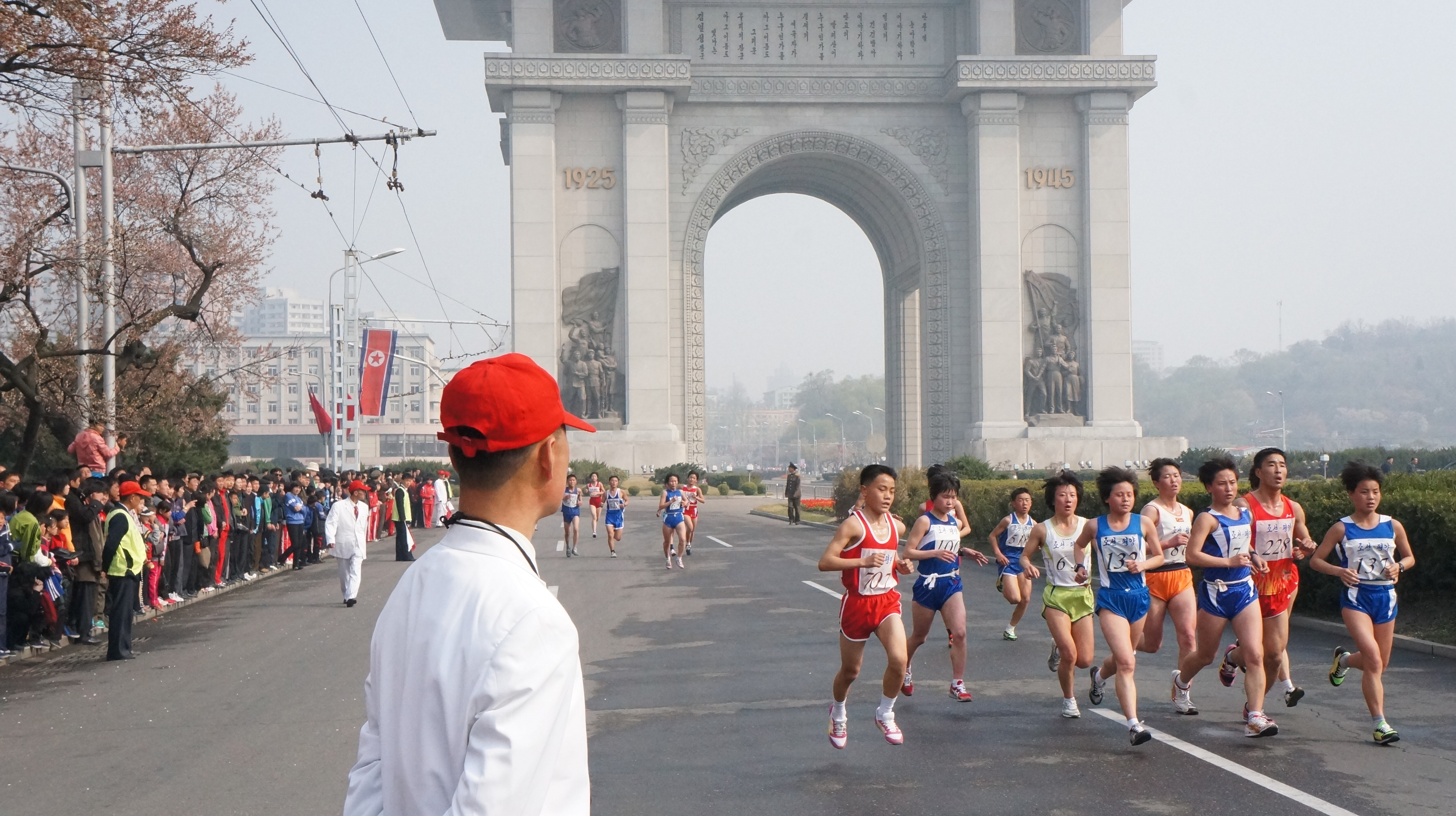
名所・凱旋門の前を走るランナー（万景台賞国際マラソン競技大会、2014年）

## 概要
毎年金日成の誕生日である4月15日（太陽節）前後に開催。金日成の生家がある丘・万景台の名前を冠する。フルマラソン以外にハーフマラソン・10km走なども合わせて行われる。
元々は招待プロ選手によって争われるエリートマラソンであったが、2014年よりアマチュアエントリーも可能となった。現在は国際陸上競技連盟（IAAF）の公認レースとなっており、IAAFブロンズメダルの認定を受けている。平壌市街の大通りを通る典型的な都市型マラソンで沿道の応援も多い。
2019年のエントリーフィーはフルマラソン150ユーロ、ハーフマラソン100ユーロ、10kmマラソン70ユーロ、5kmマラソン50ユーロである。アマチュア、非居住者の参加も可能。通訳案内員随行が原則である朝鮮観光において「自分のペースで街を見て回れる」として外国人に人気がある。
外国市民ランナーは2019年大会まで朝鮮観光取扱旅行代理店を通じてのマラソンを含む旅行手配がそのままエントリーとなっていた。新型コロナウイルス感染症対策のため、2020年から2024年の間は行われなかったが、2025年4月6日に6年ぶりに開催することが同年3月に発表された。入国制限措置が継続される中で行われる2025年の大会の外国市民ランナーは、通常とは異なり人数制限のある特別なツアーのみで参加できることとなった。

## 沿革
- 平壌では1920年代以前からマラソン大会が行われていた
- 2014年 - アマチュアエントリー開始
- 2020年 - 2024年 - 新型コロナウイルス感染症対策のため中止
- 2025年4月6日 - 6年ぶりに開催予定

## コース
コースは金日成競技場を発着する平壌市街周回コースで、2014年時点では10kmのコースを4周する設定だったが、2017年は20km×2周と変更された。制限時間は4時間30分（2017年大会の場合）。

### 2018年
金日成競技場 - 凱旋門 - 友誼塔 - 竜興十字路 - 4・25文化会館 - 祖国解放戦争勝利記念館 - 英雄通り - 牡丹峰サーカス劇場 - 普通門 - 万寿台通り - 倉田通り - 勝利通り - 平壌大劇場 - 烏灘江岸道路 - 未来科学者通り - ピョンチョン通り - 普通橋 - センナイ橋 - 絶壁橋 - スンハ江橋 - 金日成競技場